# 정미소

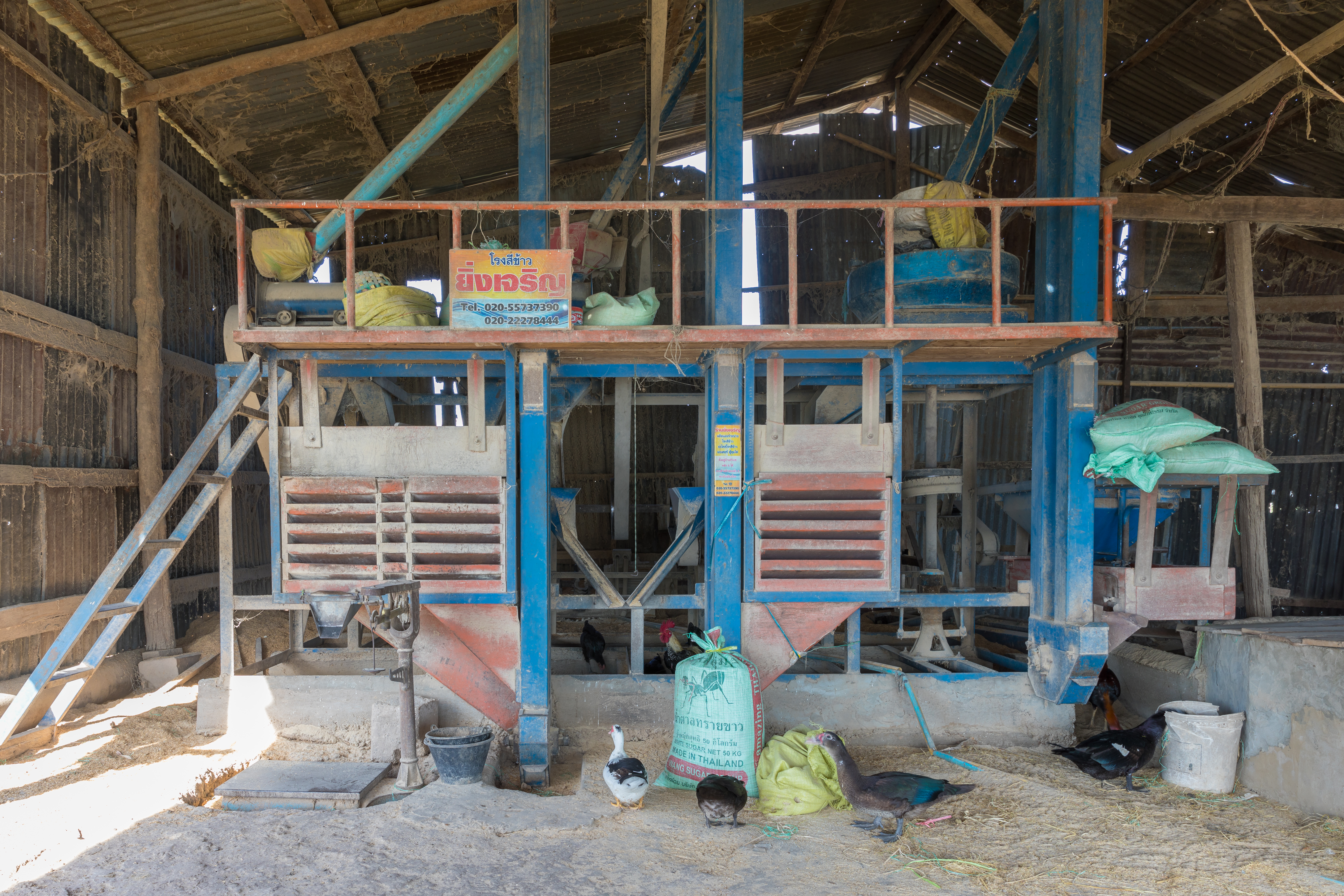
라오스의 정미소.

정미소(精米所, rice mill)는 쌀의 겉겨를 벗겨내는 작업, 즉 도정이 이루어지는 제조소다. 정미소에서 도정을 하는 데 사용하는 농기계를 현미기(玄米機, rice huller)라고 한다. 쌀 문화권에는 예로부터 다양한 전통적인 도정 방법들이 있었지만, 오늘날 사용되는 것과 같은 현미기는 1885년 독일계 브라질인 공학자 에바리스토 콘라도 엥겔베르크가 발명, 특허를 받은 엥겔베르크 현미기가 시초다.

## 같이 보기
- 방아
- 탈곡기